# AGM-69 SRAM
Die AGM-69A SRAM war eine nukleare Luft-Boden-Rakete aus den Vereinigten Staaten. SRAM steht für Short Range Attack Missile.

## Entwicklung
Seit Ende der 1950er-Jahre stand für die Boeing B-52 „Stratofortress“ die AGM-28 Hound Dog zur Verfügung. Diese Marschflugkörper wurden eingesetzt, um stark verteidigte Ziele außerhalb des Wirkungsbereiches der Fliegerabwehr anzugreifen. Nachteile der AGM-28 waren ihre geringe Treffergenauigkeit und ihre Größe. Eine B-52 konnte lediglich zwei Stück mitführen. Ursprünglich sollte die AGM-28 ab 1965 durch die AGM-48 Skybolt ersetzt werden. Nachdem es bei der Entwicklung der AGM-48 zu Problemen sowie zu Kosten- und Terminüberschreitungen gekommen war, wurde das Projekt 1963 eingestellt. 1964 formulierte das Verteidigungsministerium der Vereinigten Staaten mit dem SOR-212 (Specific Operational Requirement) eine Bedarfsforderung an die Industrie. Im Rahmen der anschließenden Ausschreibung waren folgende Anforderungen für das WS 140A-Waffensystem definiert: gefordert wurde eine kleine, leichte Lenkwaffe mit Nukleargefechtskopf, die mit hoher Geschwindigkeit eine Strecke von mindestens 100 Meilen (rund 161 km) zurücklegen konnte. Nachdem die Firmen Martin Marietta und Boeing ihre Angebote eingereicht hatten, bekam Boeing im Oktober 1966 den Zuschlag für die Entwicklung. In einer bei Boeing 1963 erstellten Studie hatte man bereits erkannt, dass durch die zunehmende Miniaturisierung der Elektronik und der Nukleargefechtsköpfe bald auch kleine und leichte Flugkörper entwickelt werden können. Ausgehend von dieser Studie begann man 1966 bei Boeing mit der Entwicklung ZAGM-69. Die ersten Abwurfversuche ab einer B-52 mit noch antriebslosen AGM-69-Raketen erfolgten im Dezember 1967. Der erste Start einer AGM-69 mit einem nachfolgenden Testflug erfolgte im Juli 1969 auf der White Sands Missile Range. Die ersten Waffen wurden im September 1972 an das Strategic Air Command ausgeliefert. Projekte für eine Luft-Luft-Lenkwaffe auf Basis der AGM-69 sowie einer Ausführung mit einem passiven Radarsuchkopf wurden nicht weiter verfolgt. Nach der Produktion von rund 1.500 Lenkwaffen wurde die Fertigungsstraße 1975 geschlossen.

## Technik

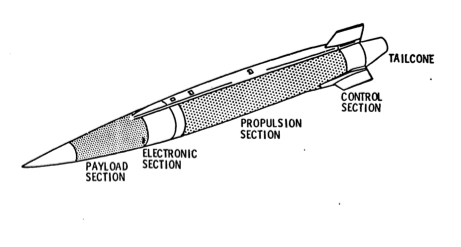
Aufbau der AGM-69

Die AGM-69 hatte einen zylinderförmigen Rumpf mit einer langgezogenen ogivalen Lenkwaffenspitze sowie einen Heckkonus. Der maximale Rumpfdurchmesser betrug 440 mm und der Durchmesser am Ende des Heckkonus betrug 380 mm. Dort waren drei trapezförmige Steuerflächen mit einer Pfeilung von 120° angebracht. Oben auf der Flugkörperoberfläche verlief über die nahezu gesamte Rumpflänge ein Kabelschacht. Die Beplankung des Flugkörperrumpfes bestand aus einer hitzebeständigen Stahlsorte. Auf der Oberfläche war eine Schicht aus 19 mm gummiartigen Material zur Reduzierung des Radarquerschnittes aufgebracht. Der Rumpf der Lenkwaffe war in mehrere Sektionen aufgeteilt: Hinter der Lenkwaffenspitze war der W69-Nukleargefechtskopf mit dem Zünder platziert. Der Gefechtskopf war 76 cm lang, hatte einen Durchmesser von 38 cm, wog rund 125 kg und hatte eine Sprengkraft von 170–210 kT. Hinter dem Gefechtskopf befanden sich das Inertiale Navigationssystem KT-76 von Kearfott Guidance & Navigation, der Radar-Altimeter von Stewart-Warner, die Elektronik sowie der Analog-Digital-Bordcomputer von Delco Electronics. Dahinter folgte der SR75-LP-1-Feststoff-Doppelpulsmotor der Firma Lockheed. Dieses Raketentriebwerk entwickelte einen Startschub von über 44,9 kN und konnte zwischen der Zündung des Start- und des Marschantriebes pausieren. Zwischen den beiden Zündungen konnten bis zu 80 Sekunden liegen. Im Flugkörperheck waren die Thermalbatterien, die Aktuatoren sowie das Steuersystem für die Steuerflächen untergebracht.

## Einsatzkonzeption
Die AGM-69 war als Unterstützungswaffe für die Bomber des Strategic Air Command konzipiert. Die Bomber hätten sich bei einem Angriff auf die Sowjetunion den Weg zu ihren Zielen mit den nuklearen AGM-69 SRAM freikämpfen sollen. Ziele wie Jagdfliegerhorste, Radarstationen und Flugabwehrstellungen wären mit SRAMs bekämpft worden, während das Hauptziel mit nuklearen Fliegerbomben angegriffen worden wäre. Zu diesem Zweck konnte z. B. die B-52G/H „Stratofortress“ im Waffenschacht an dem rotierenden Abwurfsystem acht AGM-69 zusammen mit vier nuklearen Fliegerbomben transportieren. Bei kurzen Einsatzdistanzen konnten weitere 12 AGM-69 an den zwei Außenlaststationen transportiert werden. Weiter war die SRAM auch zur Bekämpfung von stark verteidigten Primärzielen vorgesehen. Vor dem Start mussten im Bordcomputer der AGM-69 die Zielkoordinaten programmiert werden. Dies konnte sowohl manuell durch den Waffensystemoffizier oder in einem automatischen Modus mit dem Waffenrechner der Bomber erfolgen. In diesem Modus berechnete der Waffenrechner kontinuierlich die Entfernung zum Ziel anhand der aktuellen Flugstrecke und der Geschwindigkeit des Bombers. Dabei wurde fortwährend der beste Startzeitpunkt sowie das optimale Flugprofil für die SRAM ermittelt. Kam das Ziel in Reichweite, wurden die Zieldaten an den Bordcomputer der AGM-69 übergeben und der Raketenstart konnte ausgelöst werden. Die AGM-69 verfügte über vier einprogrammierte und vor dem Start auswählbare Flugprofile:
- Inertialer Flug: Die Lenkwaffe flog in der Startphase auf einer steil ansteigenden Flugbahn. Auf diese Flugphase folgte ein aerodynamisch antriebsloser Flug, der durch den Flugkörperauftrieb andauerte. Dann wurde das Raketentriebwerk wieder gezündet und die Lenkwaffe flog aus großer Höhe das Ziel an. Beim Start aus dem Tiefflug lag die Reichweite bei etwa 80 km. Beim Start aus großer Höhe lag bei diesem Flugprofil die Reichweite bei rund 220 km.
- Geländefolgeflug: Die Lenkwaffe flog im Konturenflug. Der Höhenmesser sorgte für den nötigen Sicherheitsabstand zwischen der Lenkwaffe und dem Terrain. Die Reichweite bei diesem Flugprofil betrug 60–80 km.
- Kombinierter Flug: Einem anfänglichen Marschflug in großer Höhe folgte der abschließende Zielanflug im Tiefflug. Die Reichweite bei diesem Flugprofil betrug rund 160 km.
- Kombinierter Flug: Einem anfänglichen Konturenflug in niedriger Höhe folgte ein Hochziehen auf mittlere Flughöhe, woraufhin die Lenkwaffe das Ziel in einem steilen Sturzflug anflog.

Die SRAM konnten einzeln oder in kurzer Serie gestartet werden. Innerhalb von sieben Sekunden konnten bis zu vier Raketen gestartet werden. Nach dem Abwurf vom Flugzeug erfolgte zunächst eine kurze antriebslose Phase. Erst in sicherem Abstand zum Flugzeug zündete das Raketentriebwerk. Nach dem Start konnte die SRAM eine Drehung um 180° ausführen. Während des Fluges hielt sich die SRAM mittels der Trägheitsnavigationsplattform auf dem vorprogrammierten Kurs. Dabei sorgte der Radar-Altimeter für den nötigen Sicherheitsabstand zwischen der Lenkwaffe und der Erdoberfläche. In großen Höhen erreichte die AGM-69 eine Fluggeschwindigkeit von Mach 3,0–3,5. In geringer Flughöhe betrug die Fluggeschwindigkeit Mach 2,0–2,3. Die AGM-69 erzielte einen Streukreisradius  (CEP) von rund 430 m. Der W69-Sprengkopf konnte mittels Näherungszünder in der Luft detonieren oder mit dem Aufschlagzünder bei Bodenkontakt ausgelöst werden.

## Startplattformen

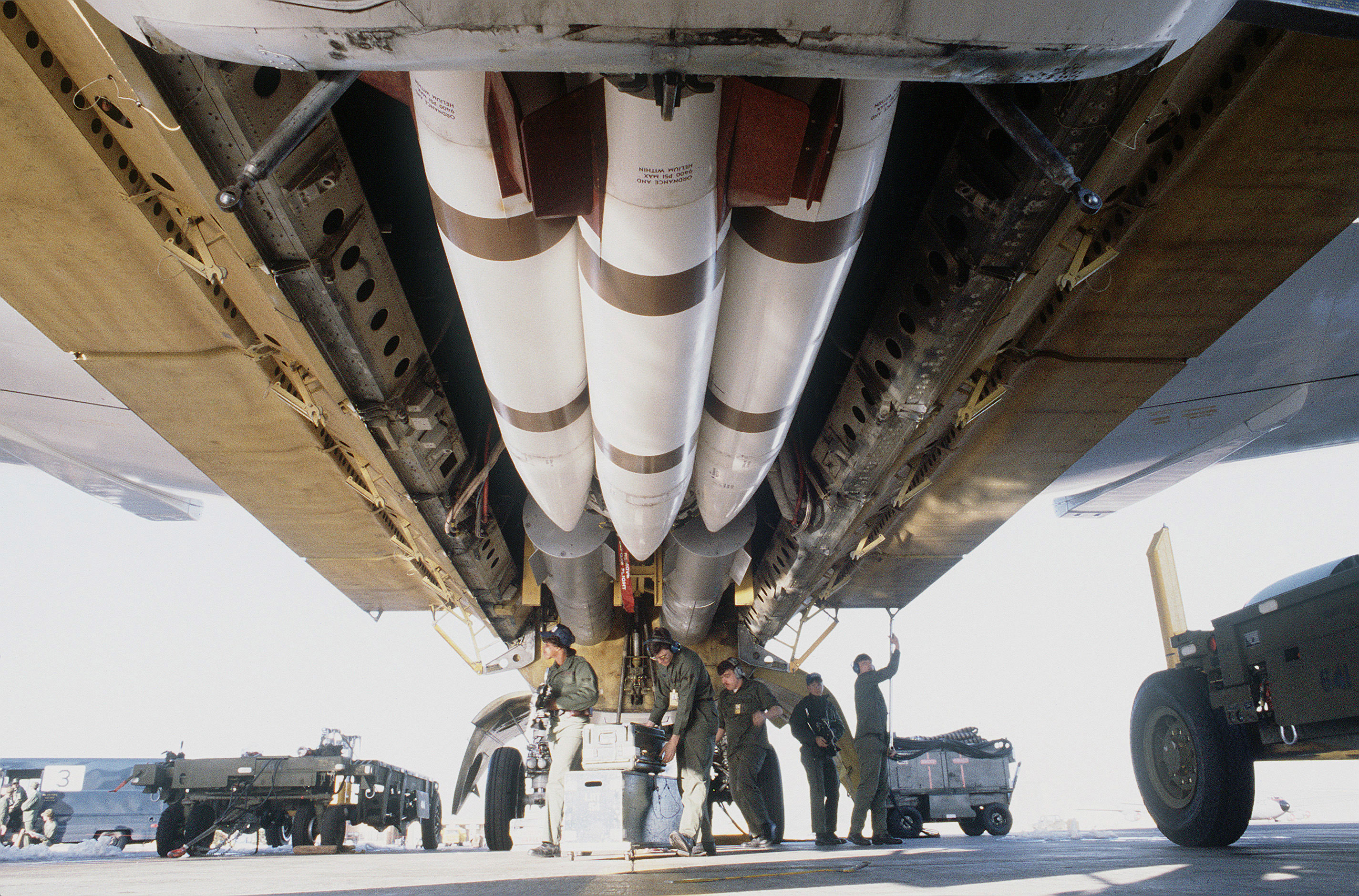
Der Bombenschacht einer B-52H auf der Ellsworth Air Force Base im Jahr 1984 mit AGM-69 SRAMs im Vordergrund

Als Startplattformen für die AGM-69 kamen der strategische Bomber Boeing B-52 „Stratofortress“ und der Mittelstreckenbomber General Dynamics FB-111 „Aardvark“ zur Anwendung. Die B-52 konnte maximal 20 SRAM (acht im Waffenschacht und je sechs unter den Tragflächen) transportieren. Die FB-111 konnte bis zu 6 SRAM (zwei im Waffenschacht und je zwei unter den Tragflächen) mitführen. Weiter wurde auch der Einsatz ab der Rockwell B-1 „Lancer“ erprobt. Dieser Bomber konnte 24–38 SRAM transportieren (24 im Waffenschacht an drei rotierenden Abwurfsystemen sowie 14 SRAM an Außenlaststationen). Die B-1 wurde aber nie serienmäßig mit der AGM-69 ausgerüstet. Auch eine Ende der 1980er-Jahre angedachte Einrüstung auf der Northrop B-2 „Spirit“ wurde nicht umgesetzt. Die B-2 war für den Transport von bis zu 16 SRAM im Waffenschacht vorgesehen.

## Status
1990 wurde die SRAM aus dem aktiven Dienst abgezogen und verschrottet. Dies geschah vor allem aus Sicherheitsgründen, da die Gefechtsköpfe nicht ausreichend gegen Feuer und Unfälle geschützt waren. Ebenso begann sich der Feststoff-Raketentreibstoff in den Lenkwaffen zu zersetzen. Das Nachfolgemodell AGM-131 SRAM II wurde 1991 von Präsident George H. W. Bush ersatzlos gestrichen. Insgesamt wurden 123 AGM-69 für Teststarts verwendet.